# Čobanija (most)
Čobanija je jedan od mostova preko Miljacke u Sarajevu.
Prvobitno drveni most je sagradio čoban Hasan Vojvoda 1557. godine, a most je rekonstruirala Islamska vjerska zajednica za vrijeme šejha Kaimija, sarajevskog pjesnika. Stoga, ljudi ovaj most zovu i "šejhanija most" kao i "šejtanija most".
Godine 1886. željezni most je sagrađen na mjestu starog, ali zbog lošeg oslonca most je propao. Na njegovom mjestu je 1888. godine sagrađen novi.